# Jaime Escalante
Jaime Escalante (La Paz, Bolivia; 31 de diciembre de 1930-Roseville, California, Estados Unidos; 30 de marzo de 2010) fue un profesor y maestro de matemáticas boliviano. Escalante logró renombre y distinción a través de su trabajo en la Escuela Preparatoria Garfield de Este de Los Ángeles, Condado de Los Ángeles, California, al enseñar cálculo a estudiantes de bajos recursos, en su mayoría de ascendencia latinoamericana, entre 1974 a 1991 y lograr que superen exitosamente la prueba a nivel avanzado (A. P.) que es requisito para ingresar a la universidad en EE. UU.
El profesor de matemáticas Jaime Escalante, inmortalizado en la película Con ganas de triunfar/Lecciones inolvidables o Stand and Deliver (1988) por el actor Edward James Olmos, falleció el 30 de marzo de 2010 a los 79 años en Roseville, California, víctima de un cáncer de vejiga.

## Carrera

### Inicios y migración
Jaime Alfonso Escalante Gutiérrez fue uno de los hijos de una pareja de maestros bolivianos. Durante el tiempo que vivió en Bolivia enseñó física y matemáticas a jóvenes de colegios secundarios públicos y privados por 12 años. En 1964 decidió emigrar a Puerto Rico. Inició su preparación en aquel país estudiando ciencias y matemática en la Universidad de Puerto Rico. Posteriormente, emigró a Estados Unidos, específicamente al estado de California, aunque Escalante no dominaba el idioma inglés, y sus credenciales como profesor no eran válidas para ejercer la enseñanza. Para superar este obstáculo, estudió durante las noches en Pasadena City College, lugar donde obtuvo un grado de asociado (técnico) en Electrónica en 1971. Continuó sus estudios universitarios en la Universidad Estatal de California con sede en Los Ángeles, donde obtuvo finalmente su titulación en Matemáticas. Fue alumno del destacado matemático estadounidense Louis Leithold.

### Profesor en Garfield
Hacia 1974 comenzó a impartir clases en la Escuela Preparatoria Garfield, ubicada al este del municipio de Los Ángeles, California. Inicialmente, Escalante estaba desalentado por la deficiente preparación de sus estudiantes, lo que le llevó a ponerse en contacto con su antiguo empleador para pedirle regresar a su trabajo anterior. Finalmente, Escalante cambió de opinión al encontrar a 12 estudiantes que voluntariamente se prepararon en álgebra para ingresar a la universidad.
La administración de la escuela se opuso a Escalante frecuentemente. De hecho, al inicio, fue amenazado con ser despedido por el subdirector del plantel, debido a que el docente se presentaba a trabajar demasiado temprano y se retiraba a altas horas de la noche, careciendo de permiso del personal administrativo, y al incrementar el gasto del plantel por la inscripción a las pruebas de diagnóstico avanzado para sus estudiantes. Dicha situación cambió con la llegada de un nuevo director llamado Henry Gradillas. Gradillas reestructuró el plan de estudios del colegio Garfield, reduciendo el número de clases de matemáticas básicas y requiriendo que quienes tomaran clases de matemáticas básicas estudiaran simultáneamente la materia de álgebra. Gradillas denegó actividades extracurriculares a los estudiantes que no lograran mantener el promedio de notas de permanencia en la institución y a los estudiantes nuevos quienes fallasen en las pruebas de ingreso.

### Formación en Cálculo
Escalante continuó con la docencia, pero no fue sino hasta 1979, que comenzó a impartir la materia de cálculo. Escalante lo hizo con esperanzas de elevar el bajo nivel de los cursos de matemáticas. Al final de ello, reclutó al joven maestro Ben Jiménez y enseñó cálculo a 5 alumnos, dos de los cuales pasaron la prueba A.P. de cálculo. Al año siguiente, la clase había crecido al número de 9 estudiantes de los cuales 7 pasaron nuevamente la prueba A.P. de cálculo. Ya para 1981 la clase se había incrementado a un número de 15 estudiantes, de los cuales 14 consiguieron aprobarla.
En 1982, captó la atención nacional cuando el número de estudiantes enrolados y aprobados en la prueba A.P. se incrementó en más de un 100%. En aquel año 33 estudiantes fueron sometidos a examen y 30 lo aprobaron, el mismo año Jaime comenzó a dar clases en el East Los Angeles College.
Por 1987 el programa escaló al punto en que 73 estudiantes aprobaron la prueba A.P. en Cálculo en la modalidad AB y otros 12 estudiantes aprobaron la modalidad BC de la prueba. Este fue el pico del programa de Cálculo. El mismo año Escalante requirió la aprobación de su año sabático a fin de terminar su Doctorado con la expectativa de ser reinstalado como director del Colegio Garfield o en una escuela similar, con programas similares a su regreso. El reemplazo de Gradillas fue María Elena Tostado, quien no compartía puntos de vista con Escalante respecto a los programas educativos. Debido a ello, la relación entre la administración y Escalante comenzó a ser complicada.
La vida de este docente de origen boliviano inspiró al escritor Jay Mathews para escribir el libro Escalante: The Best Teacher in America presentado al público en 1988 y sirvió de base para la película Stand and Deliver conocida en Latinoamérica como: "Con ganas de triunfar" o "Lecciones inolvidables" como se le conoció en España, detallando los eventos ocurridos en 1982. Durante ese tiempo, maestros y otros observadores interesados en el caso solicitaron que les fuera permitido entrar a su clase. Jaime también recibió la visita de líderes políticos y celebridades, incluyendo al entonces presidente Ronald Reagan y el actor Arnold Schwarzenegger. Escalante describió a la película como "Un 90% verdad, 10% drama". Afirmó que algunos puntos fueron dejados fuera del filme. Estos fueron:
- Los muchos años que transcurrieron para lograr el éxito mostrado en el largometraje.
- No hubo ningún estudiante que no conociera las tablas de multiplicar o cálculos de fracciones y que también aprendiera Cálculo en un solo año.
- Escalante sufrió un ataque de Colecistitis y no un infarto al miocardio. Esto no se aclaró en la película.

En los siguientes años, el programa de cálculo ideado por Escalante continuó creciendo, pero no sin pagar un alto precio por ese éxito. Las tensiones surgieron cuando su carrera iniciada en Garfield peligraba por sus diferencias con la junta directiva del plantel. Durante los últimos años, Escalante incluso recibió amenazas por correspondencia de distintos individuos.
Ya para 1990 había perdido la dirección del Departamento de Matemáticas, pero el programa por él ideado había crecido a más de 400 estudiantes. La cátedra de Escalante comprendía la instrucción a más de 50 estudiantes en el aula en algunos casos. Esto excedía en mucho al límite fijado por la unión de maestros, que era de 35 alumnos, y le ganó numerosas críticas negativas a su trabajo. 
En 1991, el número de estudiantes en el Colegio Garfield que presentaban exámenes avanzados en matemáticas y otras materias llegó a 570. Ese mismo año, aludiendo a motivos políticos y personales, Escalante abandonó el Colegio Garfield junto con Ben Jiménez. Jaime Escalante encontró empleo rápidamente en el Sistema escolar de Sacramento, en el estado de California. El docente Ángelo Villavicencio tomó en sus manos el programa a la salida de Escalante y enseñó a los 107 estudiantes para el examen A.P. divididos en 2 clases para el siguiente año. 67 de los alumnos de Villavicencio accedieron al examen A.P. pero solo 47 lograron superarlo. Villavicencio solicitó la creación de una tercera clase debido a la cantidad de alumnos, pero le fue negada. Para el verano siguiente siguió los pasos de Escalante y abandonó Garfield.
El programa aplicado en Garfield declinó rápidamente, al parecer debido a la salida de Jaime Escalante y otros maestros asociados a su implementación y desarrollo. En el lapso de algunos años, Garfield comenzó a experimentar una caída en el número de estudiantes que aprobaban la prueba A.P. de Cálculo. En 1996, Angelo Villavicencio hizo contacto con el nuevo director del Colegio Garfield, Tony García, y le ofreció regresar a reactivar el programa de cálculo pero fue cortésmente rechazado. 
En el año 2001, tras muchos años de preparar adolescentes para el examen A.P. de Cálculo, Escalante regreso a su natal Bolivia. Habitó en la ciudad natal de su esposa, Cochabamba, e impartió clases periódicamente en la Universidad Privada del Valle. Debido a un cáncer en la vejiga, se traslada a Estados Unidos para su tratamiento y recuperación. Lamentablemente el tratamiento no logró su mejoría y el 30 de marzo de 2010, aproximadamente a las 6 de la tarde hora boliviana, falleció. Tenía 79 años. 
Un dato interesante según el periódico Los Angeles Times es que el actor que representó a Jaime Escalante en el film "Con Ganas de Triunfar", Edward James Olmos, lo acompañó hasta el fin de sus días. De hecho, Olmos habría ayudado a trasladarlo desde el hospital hasta la casa de uno de los hijos del profesor en Roseville. El diario aseveró que Escalante "murió rodeado de sus hijos y nietos".
Fue sepultado en el Rose Memorial Park en Los Ángeles, en 2019 se solicitó su repatriación y se habilitó un espacio para sus restos en el sector de personajes notables del Cementerio General de La Paz donde se develó un busto conmemorativo en su honor.

## Homenajes e impacto en la cultura popular
- Un enorme mural de Escalante y Edward James Olmos, quien lo personificó en la película Stand and Deliver, se observa en la intersección del Boulevard Wilshire y la Calle Alvarado, en el Distrito Westlake justo al noroeste del centro de Los Ángeles.
- Escalante fue conductor de dos series televisivas para PBS televisión: Futures I, y Futures II, el programa demostró las aplicaciones matemáticas en diversas profesiones como, la moda, la ingeniería, la exploración espacial y los deportes, e incluyó la visita de diversos invitados incluyendo a distintas celebridades. Fue nominado y ganó el premio George Foster Peabody en 1990.
- Escalante fue referido en un episodio de Los Simpson (Special Edna, perteneciente a la decimocuarta temporada), nombrado como "Julio Estudiante" en lugar de su verdadero nombre. Se lo presentó como uno de los candidatos a ganar el premio del "Maestro del año". El ganador de la competencia fue mencionado por haber enseñado a los estudiantes que las ecuaciones diferenciales eran más poderosas que las balas.
- En 1993 Jaime fue honrado por la Unión Astronómica Internacional al nombrar al asteroide (5095) Escalante.
- La serie de televisión South Park le dedicó el capítulo 5 de la temporada 12 "¡Puaj, Un Pene!" con Cartman interpretando al maestro "Menéndez" nombre del director de la cinta inspirada en su obra la preparatoria Garfield, haciendo una parodia de él como maestro en una escuela latina con alumnos problemáticos.

## Educación
- 1955: Universidad Mayor de San Andrés
- 1969: Asociado en Artes, Colegio de la Ciudad de Pasadena.
- 1973: Licenciatura en Artes y Matemáticas, Universidad Estatal de California, Los Ángeles.
- 1977 Credenciales como profesor estándar en la Universidad Estatal de California, Los Ángeles
- 1982: Credenciales como instructor en la Universidad Estatal de California, Los Ángeles.

## Experiencia docente
- 1954-1963, Matemáticas, Física. La Paz, Bolivia.
- 1974-1991, Cálculo, Trigonometría, álgebra en Los Angeles Unified School District.
- 1983-1991, Cálculo. east Los Angeles College.
- 1991-1998, Álgebra, cálculo. En la Sacramento City unified School District.

## Distinciones
- 1988 - Medalla Presidencial a la Excelencia en Educación, otorgada por el presidente Ronald Reagan[5]
- 1988 - Premio a la Herencia Hispánica[6]
- 1989 - Doctor Honoris Causa en Ciencias otorgado por la - Universidad de Massachusetts Boston[7]
- 1990 - Doctor honoris causa en Humanidades - Universidad Estatal de California, Los Ángeles[8]
- 1990 - Doctor honoris causa en Educación - Concordia University, Montreal[9]
- 1990 - Doctor honoris causa en Leyes - Universidad del Norte de Colorado[10]
- 2005 - Premio al Alto Servicio - del Center for Youth Citizenship.
- 1988 - Medalla Cóndor de los Andes, otorgada por el presidente de Bolivia Víctor Paz Estenssoro.